# Comuna Antonivți, Iarmolînți
Antonivți (în ucraineană Антонівці) este o comună în raionul Iarmolînți, regiunea Hmelnîțkîi, Ucraina, formată din satele Antonivți (reședința) și Holohvastî.

## Demografie
Componența lingvistică a comunei Antonivți
     Ucraineană (97,33%)
     Rusă (2,27%)
     Alte limbi (0,26%)
Conform recensământului din 2001, majoritatea populației comunei Antonivți era vorbitoare de ucraineană (97,33%), existând în minoritate și vorbitori de rusă (2,27%).